# Пакша
Пакша (санскрит: पक्ष, романізоване: pakṣa) відноситься до двох тижнів або місячної фази в місяці індуїстського місячного календаря.
Буквально означає «сторона», пакша — це період по обидві сторони від пурніми (дня повного місяця). Місячний місяць в індуїстському календарі складається з двох двох тижнів і починається з пурніми (молодого місяця). Місячні дні називають титі; кожен місяць має 30 титі, які можуть варіюватися від 20 до 27 годин. Пакша має 15 тіті, які обчислюються за рухом Місяця на 12 градусів. Перші два тижні між днем молодика та днем повного місяця називають Гаура Пакша або Шукла Пакша (букв. «білий/світлий/золотий бік»), періодом яскравішого місяця (зростаючого місяця), а другі два тижні місяць називається Вадх'я Пакша або Крішна Пакша (букв. 'темна/чорна сторона'), період спадаючого місяця (спадного місяця). За календарем Німуча новий місячний місяць починається з першого дня Крішна Пакші, тоді як за календарем Гуджарату новий місячний місяць починається з першого дня Шукла Пакші.

## Інтернет-ресурси
- Ahargana — The Astronomy of the Hindu Calendar: Maana, Krishna Pksha, Shukla Paksha and Chandra Masa Explains Krishna paksha and Shukla paksha by means of astronomical simulations created using Stellarium.